# Людвіка Смрчкова
Людвіка Смрчкова (чеш. Ludvika Smrčková, 24 лютого 1903, Крочеглави поблизу Кладно — 20 січня 1991, Прага) — чеська художниця скла, графікиня і живописиця.

## Життя і робота
Людвіка Смрчкова походить з родини залізничного чиновника в Кладно, де закінчила середню школу. Її зацікавлення продовженням навчання в художній школі підтримав професор креслення та нарисної геометрії Станіслав Кульганек. У 1921–1927 роках навчалася в Школі прикладного мистецтва в Празі у проф. Вратислава Х. Бруннера, Емануеля Діте та в спеціальній групі Францішека Кисели. У 1921–1924 роках вивчала математику та малювання на факультеті мистецтв Карлового університету. Після закінчення Школи прикладного мистецтва продовжила навчання в Технологічному університеті в Празі в 1925–1927 роках.
Спочатку Людвіка зосередилася на книжковій графіці та палітурному дизайнію Тоді ж працювала викладачкою середньої школи. Більше уваги до скла вона почала приділяти лише після виставки декоративно-прикладного мистецтва в Парижі, де отримала срібну медаль за вирізаний кубок. Одразу після повернення з Парижа Мозер з Карлових Вар звернувся до неї з проханням про співпрацю, і наступного року вона виграла змагання Сокільський кубок з ралі. У 1927 році вона зайняла перше місце на конкурсі Спілки чехословацьких робіт на проект господарського скла для виставки сучасної культури в Брно, розробивши тонкостінний набір для напоїв із видувного скла. Тим не менш, вона не змогла викладати в школі скла в Железному Броді і продовжувала заробляти на життя професоркою малювання в різних середніх школах.
Людвіка відвідувала закордонні скляні виставки, у вільний час займалася на скловарнях. Після успіху Всесвітньої виставки в 1935 році вона відхилила пропозицію створити власну плавильну та скляну школу у Фінляндії. У той час вона присвятила себе в основному гравірованому склі. З 1936 року експериментувала з металургійним склом на склозаводі Рюкля в Нижборі. Після успіху Всесвітньої виставки в Парижі в 1937 році почалася активізація співпраці з Krásná jizba Družstevní práce, де вони оцінили простий і чистий стиль її дизайнів. Смрчкова також працювала в Чесько-Моравському склозаводі в Красно-над-Бечвоу, де створює вітражі з бульбашками, різнокольоровими та прикрашеними кольоровим пилом (1943). Вона постійно намагається передати в серійне виробництво різні способи декорування, які раніше використовувалися лише для унікальних робіт, особливо гравірування, офорт, офортний друк, піскоструминна обробка, фарбування прозорими кольорами, малювання ліній та інші.
Під час Другої світової війни вона створила нові форми для квіткових ваз і маленьких скляних аксесуарів і табличок.
Після націоналізації склозаводу в 1948 році вона стала головною конструкторкою склозаводу «Інвальд» у Подєбрадах (1948–1952) і почала працювати повний робочий день художницею. До 1958 року вона була головною дизайнеркою скла в центральних майстернях скляної та керамічної промисловості в Празі. У 1960 році вона залишила посаду дизайнерки, щоб присвятити себе власному вільному створенню, особливо гравірованому склі та склу, призначеному для презентації квітів на садівничих виставках.
За свою роботу Людвіка отримала багато нагород, зокрема золоті медалі на всесвітніх виставках у Брюсселі в 1935 році та в Парижі в 1937 році. У 1963 році їй було присвоєно звання заслуженої художниці, у 1978 році вона стала народною художницею, а в 1984 році отримала премію Антоніна Запотоцького. 28 червня 1978 року з нагоди свого 80-річчя отримала почесне громадянство міста Кладно.

## Творчість
З 1923 року Смрчкова створила сотні дизайнів для всіх видів промислового скла. Найвідомішим є її огране скло, яке характеризується нарочитою простотою, тектонічної чистотою та дивовижним декоративним ефектом. Її проекти були реалізовані низкою провідних шліфувальників скла, особливо Адольфом Матурою та скляними шліфувальними машинами в Каменіцький Шенов. Його безкоштовне створення, особливо ваз, призначене для практичного використання.

### Авторські каталоги (вибір)
- Ludvika Smrčková: Výběr ze sklářské tvorby, text Vlk Miloslav, 24 s., Galerie výtvarného umění, Kladno 1985
- Ludvika Smrčková: Výtvarné dílo, text Adlerová Kudělková Königová Alena, Horáková Jaroslava, 12 s., Zámek Kladno 1978
- Ludvika Smrčková: Sklářské dílo 1923 - 1978: K 75. narozeninám, text Adlerová Kudělková Königová Alena, 36 s., SČVU Praha 1978
- Ludvika Smrčková: Ryté sklo 1955 - 1973, text Langhamer Antonín, 24 s., Muzeum skla a bižuterie v Jablonci nad Nisou 1973
- Ludvika Smrčková: Dílo 1923-1963, text Pfaff Ivan, Raban Josef, 12 s., Okresní muzeum, Kladno 1963
- Ludvika Smrčková, text Miloslava Holubová, NČVU Praha 1961
- Ludvika Smrčková: Sklo 1945-1960: Spolupráce s čs. sklářským průmyslem, text Plátek Václav, 12 s., ČFVU Praha 1960
- Ludvika Smrčková: Výstava skla 1923 - 1958, text Pešatová Zuzana, 20 s., Národní technické museum v Praze, pobočka v Jablonci nad Nisou 1958
- Ludvika Smrčková: Květiny, text Melniková Papoušková Naděžda Filaretovna, Trýb Antonín, 12 s., Výstavní síň Ars Melantrich, Praha 1950
- Czechoslovak Exhibition of Glass works of Art by Mrs. Ludvica Smrčková, 12 s., Ministerstvo kultury ČSSR, Praha, nedatováno

### Інші
- Alena Adlerová, Contemporary Bohemian Glass, Odeon Praha 1979.
- Adlerová Kudělková Königová Alena a kol., Czechoslovakian Glass 1350-1980, 176 s., The Corning Museum of Glass, Corning 1981.
- Bužgová Rambousková Eva a kol., Tschechische Kunst der 20er und 30er Jahre: Avantgarde und Tradition, XVI + 532 s., Mathildenhöhe Darmstadt 1988.
- Alfons Hannes (mit Beiträgen von Wolfgang Kermer und Erwin Eisch): Die Sammlung Wolfgang Kermer, Glasmuseum Frauenau: Glas des 20. Jahrhunderts; 50er bis 70er Jahre. Schnell & Steiner, München, Zürich, 1989 (= Bayerische Museen; 9) ISBN 3-7954-0753-2, p. 136.
- Ivo Křen, Stálá expozice České sklo, Východočeské muzeum v Pardubicích 2006, s. 37, ISBN 80-86046-91-5.
- Hlaveš Milan a kol., České sklo 1945 - 1980: Tvorba v době mizerie a iluzí, 68 s., Národní galerie v Praze, Uměleckoprůmyslové museum, Praha 2007.
- Osobnosti Kladenska s ukázkami jejich rukopisů (вид. 1). Jiří Červenka - Gelton. с. 196. ISBN 978-80-88125-00-6.

## Зовнішні посилання
- Кладно минуле: Людвіка Смрчкова [Архівовано 7 лютого 2022 у Wayback Machine.]